# 藤本真理子
藤本 真理子（ふじもと まりこ、1970年1月29日 - ）は、日本の女優、タレント、モデル。福岡県出身。身長163cm。血液型O型。趣味は読書、料理。特技は剣道（2級）、テニス、ピアノ演奏。1999年から2005年1月までの語学留学（イギリス3年、イタリア2年）を経て、2005年春から仕事を再開している。

## 出演

### 映画
- お引越し　（1993年）
- モスラ　（1996年）

### テレビドラマ
- 大江戸風雲伝　（NHK　1993年）
- バスガイド 愛子　（TBS　1993年）
- Good-morning　（TBS　1994年）
- 世にも奇妙な物語　（フジテレビ　1996年）
- 誘拐された夏　（テレビ朝日 土曜ワイド劇場　1996年）
- はみだし刑事情熱系　（テレビ朝日　1996年）

### 広告
- サッポロビール　冬物語（1993年）
- エーザイ　チョコラBB　（1993年）
- 花王　ビオレ クレンジングウォッシュ　（1994年）
- 月桂冠　にっぽん　（1994年）
- リプトン　イエローラベル　（1995年）
- ユニリーバ・ジャパン　（1995年）
- リクルート　ゼクシィ　（1996年）
- トヨタ　イプサム　（1996年）
- ウテナ化粧品　ラムカ　（2005年）
- デビアスダイアモンド　トリロジー　（2005年）
- キリンビール　麦焼酎 ピュアブルー　（2007年）岡崎めぐみ、相良幸代と共演
- エスエス製薬　イブクイック　（2007年）

### 舞台
- ガールズタイム　（主演、1996年）
- 野田マップ 一休　（1997年）

### 雑誌
- Domani